# فوبوس (ایزد)

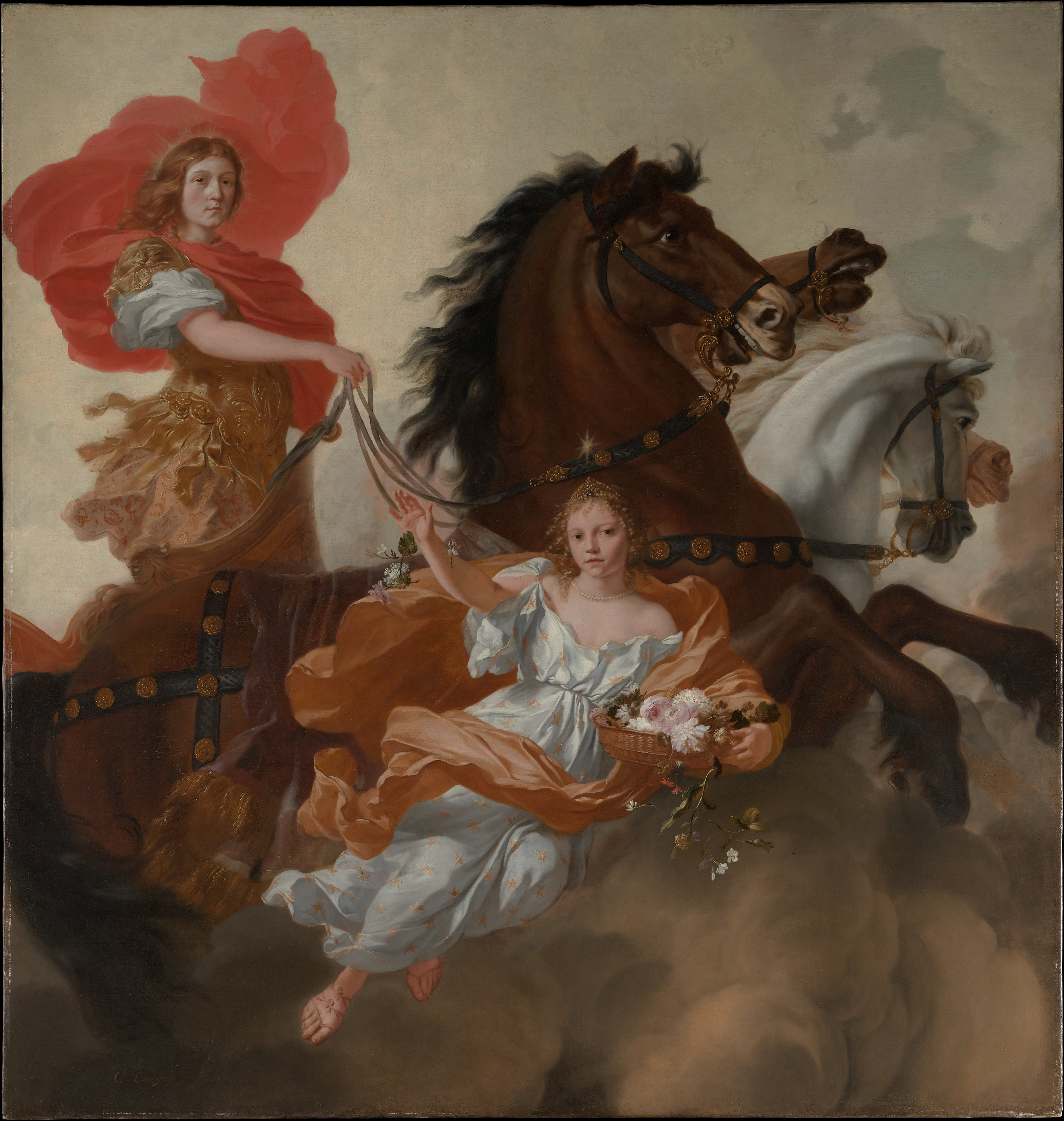
تصویری از آپولون و آرورا

فوبوس (به یونانی: Φοίβος به معنی "درخشنده") لقبی است که در اسطوره‌شناسی کلاسیک برای آپولو یا خدای خورشید استفاده می‌شود.
فوبوس نباید با فُبوس اشتباه شود.